# Źlinice (Opole)
Źlinice [pronunciación en polaco: /ʑliˈnit͡sɛ/] (en alemán: Zlönitz) es un pueblo ubicado en el distrito administrativo de Gmina Prószków, dentro del Condado de Opole, Voivodato de Opole, en el sur de Polonia occidental. Se encuentra aproximadamente a 4 kilómetros al este de Prószków y a 10 kilómetros al sur de la capital regional Opole.
Antes de 1945, el área fue parte de Alemania.